# Premiile muzicale Radio România Actualități 2007
A cincea gală a premiilor muzicale Radio România Actualități a fost ținută pe 11 martie 2007 în Sala Radio din București, având ca scop recunoașterea celor mai populari artiști români din anul 2006. A fost transmisă în direct pe stațiile Radio România Actualități și Radio România Internațional, difuzată pe postul TVR 2 și prezentată de solistul Dan Teodorescu.

## Spectacole
| Artiști                     | Melodii |
| --------------------------- | ------- |
| Elena Gheorghe              | „[[]]"  |
| Cristi Nistor Simona Nae    | „[[]]"  |
| Simplu                      | „[[]]"  |
| Andra                       | „[[]]"  |
| Loredana                    | „[[]]"  |
| Mihai Trăistariu            | „[[]]"  |
| Dinu Olărașu                | „[[]]"  |
| Iris                        | „[[]]"  |
| Holograf                    | „[[]]"  |
| Bere Gratis                 | „[[]]"  |
| Crush + Alexandra Ungureanu | „[[]]"  |

## Câștigători și nominalizați
| Artistul anului | Cel mai bun debut                                                                                             |
| --- | --- |
| - Mihai Trăistariu - Tudor Gheorghe - Iris | - Cristian Nistor - Studio One - DJ Andi                                                                      |
| Cel mai bun interpret | Cea mai bună interpretă                                                                                       |
| - Mihai Trăistariu - Ștefan Bănică Jr. - Keo | - Elena Gheorghe - Andra - Loredana - Luminița Anghel                                                         |
| Cel mai bun cântec folk | Cel mai bun album etno-pop-rock                                                                               |
| - „N-ai nevoie de foarte multe...” - Dinu Olărașu - „Nimic nu iese-așa cum vrei” - Alexandru Andrieș - „Lasă-mi vara” - Victor Socaciu                                                                                       | - Jamparale - Loredana - Ethnomecanica - Zdob și Zdub - Marlin, Darlin, paișpe' colinde ș-o strigătură - Hara |
| Cel mai bun cântec pop-dance | Cel mai bun album pop-dance                                                                                   |
| - „Oficial îmi merge bine” - Simplu - „Aprinde dragostea” - Crush + Alexandra Ungureanu - „Tornero” - Mihai Trăistariu - „Iubire” - 3 Sud Est - „Încă o noapte” - DJ Project - „Falling Asleep” - Morandi - „Never” - Sistem | - Mindfields - Morandi - Povestea mea - DJ Project - Sistempo - Sistem - Iubire - 3 Sud Est                   |
| Cel mai bun grup pop-dance | Cel mai bun grup pop-rock                                                                                     |
| - Simplu - Morandi - DJ Project - Sistem | - Iris - Holograf - Voltaj - Bere Gratis                                                                      |
| Cel mai bun cântec pop-rock | Cel mai bun album pop-rock                                                                                    |
| - „Vino pentru totdeauna” - Iris - „Așa frumoasă” - Holograf - „Acolo unde știi” - Proconsul - „Stelele care cad” - Taxi - „Știu” - Voltaj - „Speranța din priviri” - Bere Gratis - „Ploaia” - Spin                          | - Taina - Holograf - Ediție de buzunar - Bere Gratis - Revelator - Voltaj - Natural - Spin                    |
| Cel mai bun interpret pop-rock | Cel mai bun compozitor                                                                                        |
| - Dan Bittman - Cristi Minculescu - Bodo - Călin Goia | - Marius Moga - Laurențiu Duță - Eduard Cârcota - Gabriel Huiban - Ionel Tudor                                |
| Cel mai difuzat cântec la Radio România Actualități | Cel mai difuzat artist la Radio România Actualități                                                           |
| - „Aprinde dragostea” - Crush + Alexandra Ungureanu | - Holograf |

9. Premiul Omul cu chitara Tudor Gheorghe
15. Premiul special „Radio România Actualități: Aveți un prieten!” Bere Gratis
18. Premiul pentru întreaga activitate Margareta Pâslaru
1. ↑  Gabriela Scraba (19 ianuarie 2010). „Nominalizări și premii din anul 2007”. Radio România Actualități. Accesat în 16 iulie 2020.